# Lutefisk

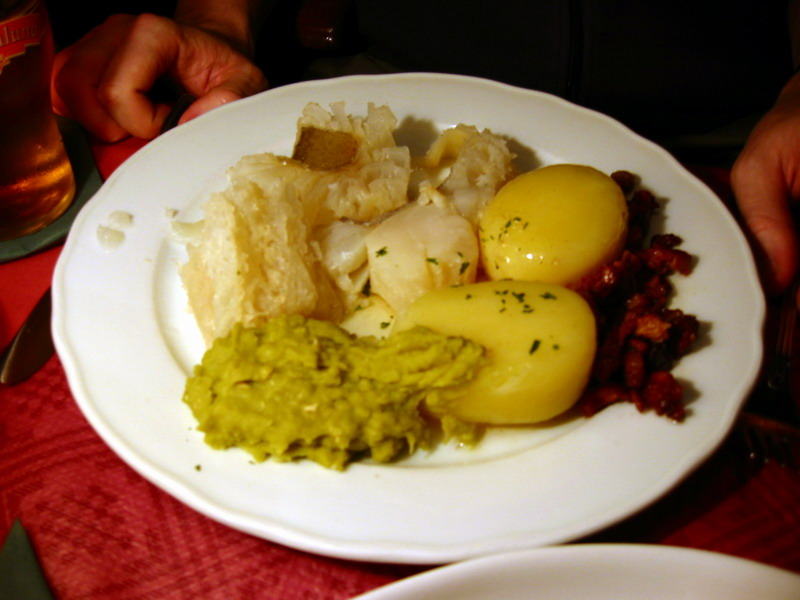
Lutefisk (na parte esquerda superior do prato) servido num restaurante norueguês, com batatas e puré de ervilhas.

Lutefisk (lutfisk) (pronunciado /lutəfisk/ na Noruega e nos Estados Unidos, /luːtfɪsk/ na Suécia e nas zonas de língua sueca da Finlândia) é o prato tradicional da Noruega, consumido nos países nórdicos e nos Estados Unidos, feito à base de peixe (fisk) branco seco e soda cáustica (lut). Na Suécia, é conhecido como lutfisk. Na Finlândia, é designado como lipeäkala. A tradução literal do nome é peixe com soda cáustica, devido ao facto de ser preparado 
com soda cáustica ou hidróxido de potássio.

### Consumo

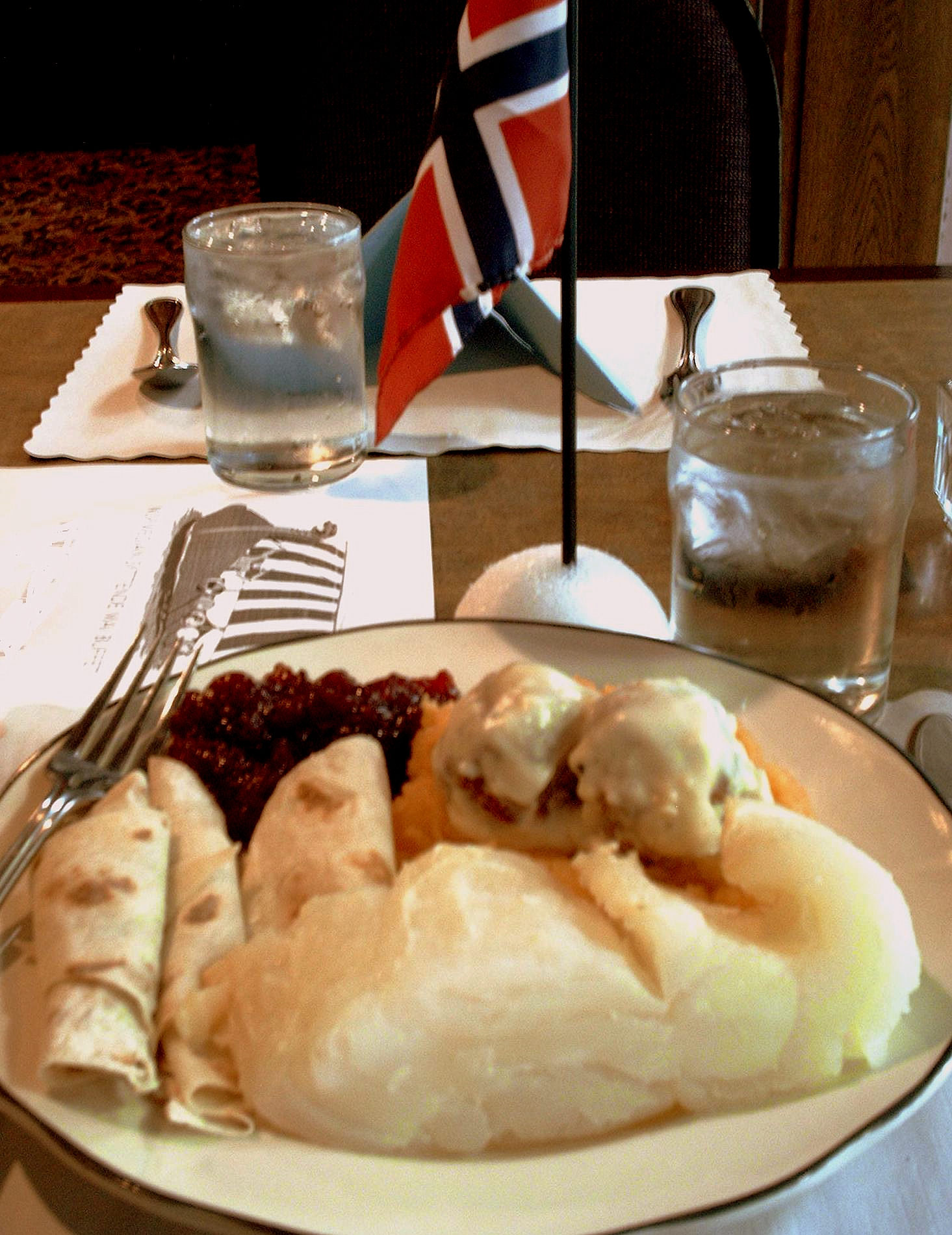
Celebração do dia 17 de Maio nos EUA, com lutefisk.

Nos países nórdicos, a temporada do lutefisk começa em Novembro, sendo servido habitualmente no período do Natal. Também é popular nas áreas nórdico-americanas dos EUA, em particular nos estados do Norte e do Meio Oeste.

## Origem

### Origens
As origens do lutefisk não são consensuais. Algumas descrições descrevem que uma família muito pobre, acidentalmente deixou um pedaço de peixe cair em um tonel contendo soda cáustica e devido à situação naquele momento, o peixe teve que ser consumido dias mais tardes. Outras histórias dizem que devido a um incêndio em troncos que secavam peixes, misturados com neve formaram uma camada de soda cáustica acidentalmente nos peixes que lá estavam para serem secados (a reação entre a água e a fuligem provoca a formação da soda cáustica). Como naquele momento, o valor financeiro do peixe era muito caro, não valia a pena desperdiçar o alimento, mesmo nestas condições, poderia ter sido recolhido das cinzas, limpo, preparado e depois comido. Porém, o uso de soda cáustica é recorrente para amolecer diversos alimentos.

### Menções na literatura
Também não existe consenso sobre em que época da história começou o consumo do lutefisk. Alguns pesquisadores defendem que tem sido consumido desde a era dos vikings, enquanto outros acreditam ter tido início no século XVI nos Países Baixos. De qualquer forma, é geralmente consensual que a primeira menção escrita do lutefisk está em uma carta escrita pelo rei sueco Gustavo I em 1540. A primeira descrição do processo de preparação foi feita pelo arcebispo sueco Olaf Magnus (1490–1557), em seu diário, que data de 1555. Na Noruega, o autor Henry Notaker (na enciclopédia Apetittleksikon) afirma que as referências históricas mais antigas datam do fim do século XVIII, na região sudeste do país. Por outro lado, o livro culinário norueguês clássico, de Hanna Winsnes, de 1845, apresenta uma receita caseira de soda cáustica para o lutefisk combinando cinza de bétula, calcário e água.

### Origens do Folcore
As lendas nórdicas e irlandesas dizem que lutefisk teve origem durante as invasões vikings da Irlanda, quando São Patrício ordenou que fosse despejada soda cáustica sobre os estoques de peixe seco dos barcos, na esperança de envenenar os invasores. Porém, em vez de morrerem envenenados, declararam o lutefisk uma iguaria. Alguns descendentes de povos nórdicos ao redor do mundo afirmam que a sua força e longevidade se devem a consumirem lutefisk pelo menos uma vez por ano.